# 金光洙
金光洙(김광수，1903年—?)，北韓政治家，國內派人，官至最高人民會議代議員及黨中央委員，後因捲入間諜罪而被開除黨籍和職務。

## 生平
金光洙出生在一個全羅南道的富裕家庭，其父為地主，兄長金錣洙是朝鮮共產黨和朝鮮勞動黨人。1920年代初，他在完成學業後來到日本，並在《東亞日報》當駐日記者。期間，他曾訪問過社會主義人朴烈。1926年，他加入共產主義組織正友會，並成為執行委員。翌年，他被委任為朝鮮共產黨京畿道黨組織部委員。同年，他因參與共產主義活動而被日本政府逮捕，後被判入獄兩年。出獄後，他在《中央日報》日本分部當部長。同期，他又參與工會活動。後來，《中央日報》被停刊，他返回朝鮮半島，並在漢城開設橡膠工廠。
1945年，日本投降，二戰結束，金光洙繼續留在漢城。期間，他曾獲委任為民主主義民族戰線委員，又兩度入獄。1948年，他在首屆的最高人民會議選舉中成功當選為代議員。隨後，他投奔北韓。然而，1953年8月，即韓戰結束不久後，國內派首領李承燁、朴憲永被時任最高領導人金日成指控為顛覆政府的間諜，金光洙也被捲入其中，並在隨後被肅清，後再沒有其消息﹔但亦有指由於其兄金錣洙是朴憲永的政敵，故金光洙未成為被清洗的對象。

## 資料來源
1. 1 2 3 4 5 6 7  김광수 的存檔，存档日期2014-01-09.
2. ↑  "历史回顧：金日成開展的党內鬥爭" 《多維新聞》 2012 9 14